# Bartholomäus von Carneri
Bartholomäus von Carneri, vollständig Bartholomäus Ritter von Carneri zu Eben- und Bergfelden, (* 3. November 1821 in Trient; † 18. Mai 1909 in Marburg an der Drau) war ein österreichischer Politiker, Dichter und Philosoph.

## Leben
Sein Vater war ein Großgrundbesitzer in der Steiermark und Polizeichef in Graz und Venedig, seine Mutter Maria Contessa Giuliari stammte aus Verona. Bartholomäus von Carneri studierte Philosophie und Jura in Wien, was er 1841 aufgrund einer schweren Erkrankung abbrechen musste. Ab 1857 hatte er ein Gut Wildhaus im Drautal in der Steiermark, das er 1883 verkaufte. Danach war er Privatgelehrter. Bis 1891 lebte er in Graz.
Von 1861 bis 1883 war er Abgeordneter im steirischen Landtag. Er vertrat dort die Interessen der Großgrundbesitzer und war politisch Deutsch-Liberaler. Zeitweise (ab 1870) war er auch im Reichsrat, aber da er zu gemäßigt war, wurde er zugunsten eines Deutschnationalen abgewählt.
Von ihm stammen verschiedene philosophische Schriften, die auch teilweise hohe Auflagen erzielten. Er entwickelte eine Ethik auf materialistischer (darwinistischer) Grundlage und war von Ernst Haeckel, Ludwig Feuerbach, Baruch de Spinoza, Georg Wilhelm Friedrich Hegel, Immanuel Kant und Wilhelm Wundt beeinflusst. Seine Ethik mündete in eine Verteidigung der Bürgerrechte für alle (Republikanische Staatsform) und Beendigung der Kriege in einem Weltbürgertum. Außerdem schrieb er für Zeitungen und veröffentlichte Gedichte und Übersetzungen.
1901 wurde er Ehrendoktor in Wien. 1851 heiratete er Luise von Schärfenberg, mit der er einen Sohn und eine Tochter hatte.

## Schriften (Auswahl)
- Der moderne Mensch. Versuche über Lebensführung, Bonn: Emil Strauß 1891, 7. Auflage 1902, Leipzig: Kröner 1901 (Kröners Taschenausgabe), 1922
- Sittlichkeit und Darwinismus, Wien 1871, 2. Auflage 1903
- Gefühl, Bewußtsein, Wille, Wien 1876
- Der Mensch als Selbstzweck, Wien 1877
- Grundlegung der Ethik, Wien 1881
- Entwicklung und Glückseligkeit, Essays, 1886
- Empfindung und Bewußtsein, 1893, 2. Auflage 1906
- Gedichte, 1857
- Sonette: Pflug und Schwert, Wien 1862
- Briefwechsel mit Ernst Haeckel und Friedrich Jodl, Hrsg. von Margarete Jodl, 1922.
- Die Entwicklung der Sittlichkeitsidee, in: Kurt Bayertz, Myriam Gerhard, Walter Jaeschke (Hg): Der Darwinismus-Streit. Texte von L. Büchner, B. von Carneri, F. Fabri. G. von Gzycki, E. Haeckel, E. von Hartmann, F. A. Lange, R. Stoeckl und K. Zittel, Felix Meiner 2012, S. 357–378

## Übersetzungen
- Dantes Göttliche Komödien, Wien 1901
- Ungarische Volkslieder und Balladen, Wien 1892